# 2014年4月阿布加炸彈爆炸事件
2014年4月阿布加炸彈爆炸事件是2014年4月14日早上發生在奈及利亞首都阿布加的恐怖攻擊事件。當日早上6:45，兩枚炸彈在阿布加市中心西南8（5.0英里）擁擠的公車站爆炸，造成至少75人罹難，124人受傷。

## 概要
奈及利亞首都阿布加的Nyanya Motor Park公車站服務不同種族和宗教的貧窮社區。阿布加緊急救濟署首長阿巴斯·伊德里斯（Abbas Idris）證實71人在事件中罹難，124人受傷。該國緊急事務管理署發言人Manzo Ezekiel證實許多傷者已在醫院治療。

## 回應
奈及利亞總統古德勒克·喬納森到事發現場視察，並表示伊斯蘭教派極端組織博科聖地該為這次爆炸案負責：「我們失去不少人民。我們對我國的男人和女人表示哀悼。博科聖地是我國發展中的醜陋歷史。政府極盡所能讓我們國家向前邁進，但這些不必要的紛爭卻扯後腿。我們將會克服這些阻力。」
這次攻擊发生于該國參議員艾哈邁德·贊納宣稱135位平民於博科聖地在前一週該國東北的爆炸案中喪生的次日。